# Antipathes ternatensis
Antipathes ternatensis är en korallart som beskrevs av Schultze 1896. Antipathes ternatensis ingår i släktet Antipathes och familjen Antipathidae. Inga underarter finns listade i Catalogue of Life.